# Marco V
Marco V (celým jménem Marco Verkuylen; * 3. dubna 1966), je nizozemský DJ a producent.

## Styl
Marco V tvoří a mixuje hudbu ve stylu trance, progressive a techno.

## DJ
Marco V byl rezidentním DJem v klubu „De DansSalon“ v Eindhoven v Nizozemsku. Po několika letech rezidence se zaměřil spíše na produkci. V roce 2000 byl hlavním protagonistou Innercity v Amsterdamu, zároveň namixoval i CD Innercity, což ho proslavilo.

## Producent
Marco V spolupracuje s Benjaminem Batesem, s nímž vytvořil několik remixů, jako např. "The Age Of Love", "Loops And Things", "Cafe Del Marco V" a bootleg skladby "Bang Bang" od Nancy Sinatra.
V květnu 2007 vyšlo Benjaminu Batesi album „Recyclomania“, na kterém se Marco V spolupodílel.

## Diskografie

### Alba
- Con:fusion (2002)
- 200V (2005)

## DJ mixy
- Club Sandwich 2 (1996)
- Massive (2000)
- Live At Innercity 2000 (2001)
- All Access Volume 2 (2003)
- Electro Trance (Mixmag 2003)
- Innercity 2002 (2003)
- Bosh Anthems Of The Year (Mixmag 2004)
- Crasher Live (2004)
- Marco V - Combi:nations (2004)
- Sensation 2005 - The Megamixes (2005)
- Combi:Nations:II (2006)
- Combi:Nations:III (2007)

### Singly
- In Charge (2000)
- V.ision (Phase One) (2000)
- V.ision (Phase Two) (2000)
- Certainly (2001)
- Simulated (2001)
- V.ision (Phase Three) (2001)
- Godd (2002, vokály Lesley Hendriks)
- C:\del*.mp3 / Solarize (2003)
- Automanual (2004)
- Echnalava / God Child (2004)
- More Than a Life Away (2005)
- Second Bite (2005, vokály Elliot Johns)
- False Light (2006, vokály Benjamin Bates)
- Arpanet / The Funk Battery (2006)
- Any Better, Or? / Red Blue Purple (2006)